# Magdalena Cisek
Magdalena Cisek (ur. 30 sierpnia 1990) – polska lekkoatletka, płotkarka i sprinterka.

## Kariera
Medalistka mistrzostw Polski juniorów i ogólnopolskiej olimpiady młodzieży w biegu na 400 metrów przez płotki. Młodzieżowa mistrzyni kraju w sztafecie 4 × 400 metrów (2010).
Brązowa medalistka mistrzostw Polski seniorów (2010) w sztafecie 4 × 400 metrów.